# Адултолесценти
Адултолесценти су особе узраста до 30 година које настављају са зависном улогом остајући да живе или враћајући се својим родитељима. Често су незапослени или са ниским примањима, чиме остају издржавани од стране родитеља. Њихово понашање је регресивно, није примерено узрасту. Понашају се млађе од одрасле особе, а старије од адолесцента.